# El marìo cortesan
El marìo cortesan è una commedia in cinque atti in dialetto veneziano (tranne due personaggi che parlano in italiano) dell'abate Pietro Chiari, rappresentata per la prima volta a Venezia nell'autunno del 1754.

## Trama
Approfittando della lunga assenza del marito Zanetto, Giulia si è data ad una vita mondana, tra lussi e divertimenti. Al suo ritorno, Zanetto è determinato a riportare la consorte ad una vita più morigerata, con l'aiuto delle sorelle Bettina e Lucietta, del cognato Bortolo e della fedele serva Tonina.